# Ibn Hàjar al-Asqalaní
Àhmad ibn Alí ibn Muhàmmad al-Kinaní al-Asqalaní (1372-1449), conegut però com a Ibn Hàjar a causa del renom dels seus ancestres, va ser un historiador, jurista (xafiïta) i teòleg (aixarita) egipci musulmà. La major part de la seva obra fou dedicada al hadit (les sentències de Mahoma). Es distingeix per la seva nisba del savi i escriptor egipci Ibn Hàjar al-Haytamí (1504-1567)